# جامعة فلومينينسي الاتحادية
جامعة فلومينينسي الاتحادية (بالإنجليزية: Fluminense Federal University)‏ هي جامعة عامة، وجامعة، وأرشيف، تأسست في 1959، في البرازيل.